# Pagamea macrophylla
Pagamea macrophylla är en måreväxtart som beskrevs av Richard Spruce och George Bentham. Pagamea macrophylla ingår i släktet Pagamea och familjen måreväxter. Inga underarter finns listade i Catalogue of Life.